# Дейвилл (Орегон)
Дейвилл (англ. Dayville) — город в США, в округе Грант штата Орегон. Население — 132 человека (2020).

## География
Дейвилл расположен по координатам 44°28′00″ с. ш. 119°31′56″ з. д. (44.466761, -119.532223). По данным Бюро переписи населения США в 2010 году город имел площадь 1,36 км², вся площадь — суша.

### Климат
| Показатель                    | Янв. | Фев. | Март | Апр. | Май  | Июнь | Июль | Авг. | Сен. | Окт. | Нояб. | Дек. | Год  |
| ----------------------------- | ---- | ---- | ---- | ---- | ---- | ---- | ---- | ---- | ---- | ---- | ----- | ---- | ---- |
| Средний суточный максимум, °C | 6,1  | 10,0 | 13,3 | 17,8 | 22,2 | 26,7 | 32,2 | 31,1 | 26,7 | 19,4 | 11,7  | 7,2  | 18,7 |
| Средний суточный минимум, °C  | −4,4 | −2,2 | −1,7 | 0,6  | 4,4  | 7,8  | 9,4  | 8,9  | 5,0  | 1,1  | −1,1  | −3,3 | 2,1  |
| Норма осадков, мм             | 33   | 20   | 24   | 23   | 41   | 30   | 10   | 13   | 13   | 23   | 28    | 33   | 295  |
| Источник: Weatherbase         |      |      |      |      |      |      |      |      |      |      |       |      |      |

## Демография
| Год переписи                          | Нас. |  | %±     |
| ------------------------------------- | ---- |  | ------ |
| 1890                                  | 120  |  | —      |
| 1900                                  | 52   |  | −56,7% |
| 1910                                  | 100  |  | 92,3%  |
| 1920                                  | 117  |  | 17%    |
| 1930                                  | 106  |  | −9,4%  |
| 1940                                  | 136  |  | 28,3%  |
| 1950                                  | 286  |  | 110,3% |
| 1960                                  | 234  |  | −18,2% |
| 1970                                  | 197  |  | −15,8% |
| 1980                                  | 199  |  | 1%     |
| 1990                                  | 144  |  | −27,6% |
| 2000                                  | 138  |  | −4,2%  |
| 2010                                  | 149  |  | 8%     |
| 2020                                  | 132  |  | −11,4% |
| 1890–2020 Десятилетняя перепись в США |      |  |        |

Согласно переписи 2010 года, в городе проживало 149 человек в 72 домохозяйствах в составе 41 семьи. Плотность населения составляла 109 человек/км². Было 93 квартиры (68/км²).
Расовый состав населения:
| - 96,0 % — белых - 3,4 % — коренных американцев |

К двум или более расам принадлежало 0,7 %. Доля испаноязычных составляла 0,7 % всего населения.
По возрастному диапазону население распределялось следующим образом: 14,8 % — лица младше 18 лет, 62,4 % — лица в возрасте 18-64 лет, 22,8 % — лица в возрасте 65 лет и старше. Медиана возраста жителя составила 50,8 лет. На 100 человек женского пола в городе приходилось 115,9 мужчин; на 100 женщин в возрасте от 18 лет и старше — 119,0 мужчин также старше 18 лет.
Средний доход на одно домашнее хозяйство составил 46 458 долларов США (медиана — 40 625), а средний доход на одну семью — 53 276 долларов (медиана — 43 125). Медиана доходов составляла 33 250 долларов для мужчин и 31 250 долларов для женщин. За чертой бедности находилось 8,7 % человек, в том числе 15,4 % детей в возрасте до 18 лет и 13,8 % лиц в возрасте 65 лет и старше.
Гражданское трудоустроенное население составляло 71 человек. Основные области занятости: образование, здравоохранение и социальная помощь — 22,5 %, транспорт — 19,7 %, ученые, специалисты, менеджеры — 9,9 %, публичная администрация — 8,5 %.

## Комментарии
1. ↑  Годовой доход на человека, работавшего на полную ставку. Оценка в долларах по состоянию на 2015 год.